# Canal+ Seriale
Canal+ Seriale est une chaîne de télévision polonaise du groupe NC+ qui est l'équivalent polonais de Canal+ Séries

## Identité visuelle

### Logos

Logo de Canal+ 3D du 17 novembre 2010 au 5 avril 2013
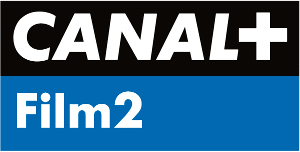
Logo de Canal+ Film 2 du 5 avril 2013 au 11 mai 2015
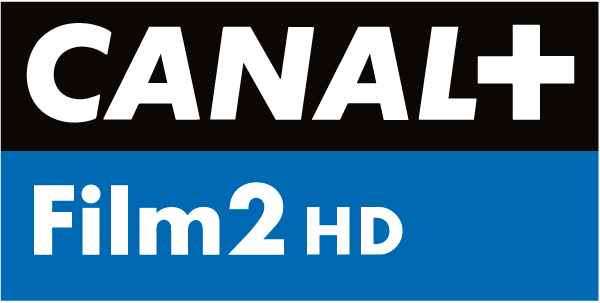
Logo de Canal+ Film 2 HD du 5 avril 2013 au 11 mai 2015
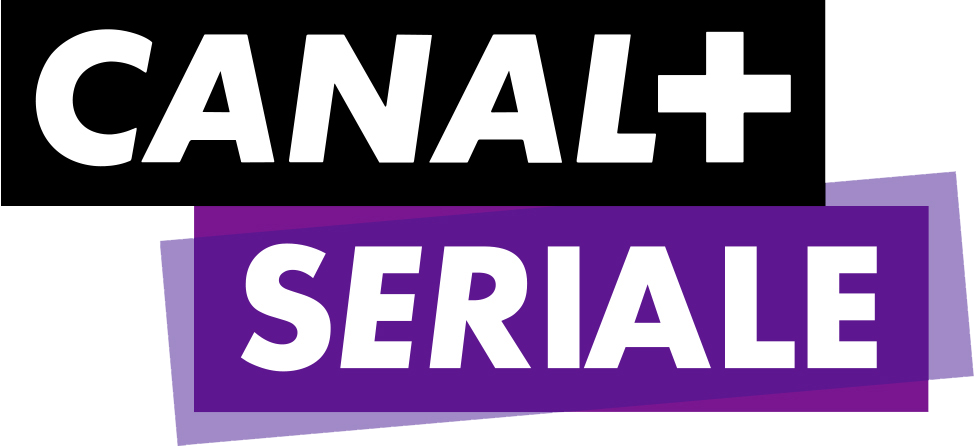
Logo de Canal+ Seriale depuis le 11 mai 2015